# Hemtjärnen (Norra Ny socken, Värmland)
Hemtjärnen är en sjö i Torsby kommun i Värmland och ingår i Göta älvs huvudavrinningsområde.